# 펠릭스 솔리스

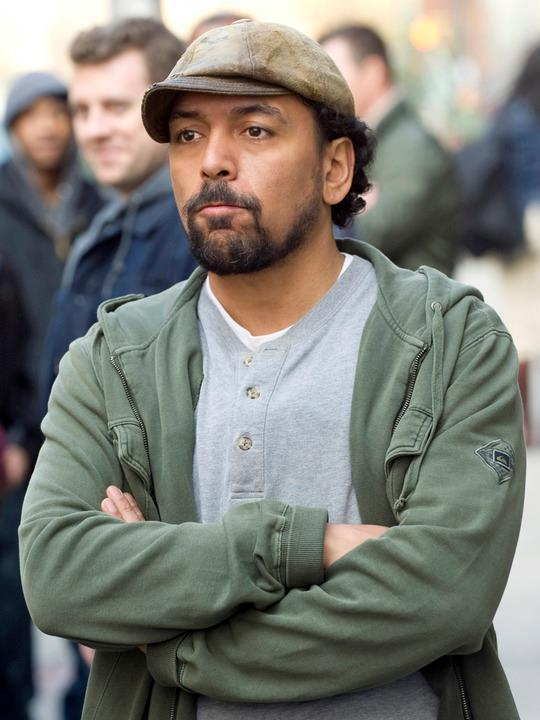

필릭스 솔리스(Felix Solis, 1971년 9월 17일 ~ )는 미국의 배우, 영화 제작자이다.
뉴욕에서 태어났다.

## 출연 작품
- 퍼글리! (2014년) - 팝스 역
- 유아 노바디 틸 섬바디 킬스 유 (2012년)
- 시크릿 (2012년) - 데페르리토 역
- 맨 온 렛지 (2012년) - 노인 역
- 건 힐 로드 (2010년)
- 챈스 일병의 귀환 (2009년)
- Reunion (2009)
- 인터내셔널 (2009년)
- 엔드 오브 스피어 (2005년)
- 포가튼 (2004년)
- 엠파이어 (2002년)

### 텔레비전
- 뉴욕경찰 24시 (1997)
- 로앤오더 (1997-09)
- 성범죄수사대: SVU (1999, 2003)
- 웨스트 윙 (2001)
- 뉴욕 특수수사대 (2002, 2007)
- Law & Order: Trial by Jury (2005)
- 메이드 인 저지 (2012)
- 팔로잉 (2014-15)
- 하와이 파이브-0 (2016-17)
- 텐 데이즈 인 더 밸리 (2017, Ten Days in the Valley)
- 마인드헌터 (2017)